# 1619 год в науке
В 1619 году произошли различные научные и технологические события, некоторые из которых представлены ниже.

## События
- На реке Енисей основан Енисейский острог, ставший центром русского освоения Восточной Сибири[1].

## Публикации
- Иоганн Кеплер опубликовал трактат «Harmonices Mundi», над которым работал 20 лет и считал вершиной своего научного творчества. В нём подробно изложены все три закона движения планет[2].
- Посмертно издана книга Джона Непера, изобретателя логарифмов: «Построение удивительной таблицы логарифмов» (лат. Mirifici logarithmorum canonis constructio). В ней автор подробно разъясняет технологию расчёта логарифмических таблиц. Написана примерно в то же время, что и сами таблицы, но при жизни Непер воздерживался от публикации[3].

## Родились
См. также: Категория:Родившиеся в 1619 году
- 6 марта — Сирано де Бержерак, французский философ и литератор, предшественник Джонатана Свифта (умер в 1655 году). Автор философско-фантастической сатиры «Иной свет», где раскрывает свою концепцию Вселенной и человека. В книге прослеживаются разнообразные мистические идеи, в том числе гностицизм и оккультизм, высмеивается система Птолемея, отрицается бессмертие души[4].
- 30 января — Микеланджело Риччи, итальянский кардинал и математик, ученик Бенедетто Кастелли (умер в 1682 году).

## Скончались
См. также: Категория:Умершие в 1619 году
- 21 мая — Иероним Фабриций, итальянский врач (род. в 1537 году).
- 2 июля — Оливье де Серр, «отец французской агрономии», пропагандист севооборота (род. в 1539 году).
- Сентябрь — Ханс Липперсгей, голландский оптик, наиболее вероятный изобретатель телескопа, который он построил в 1608 году (род. в 1570 году).